# Uhm Tae-woong
Uhm Tae-woong (nacido el 5 de abril de 1974) es un actor sur coreano. Debutó en 1998, inicialmente debió emerger de la sombra de su hermana mayor, la popular cantante y actriz Uhm Jung-hwa. Tras varios años de trabajo y pequeñas presentaciones en obras de teatro, Uhm empezó a obtener reconocimiento tras de su papel de villano en la comedia romántica Chica Encantadora: Choon-Hyang. En 2005, saltó al estrellato con la serie de televisión Resurrección, aclamada por la crítica, seguido por otra serie del género de venganza El Diablo en 2007. Desde entonces, ha protagonizado diversas películas y en televisión, se ha destacado en roles protagónicos en: Para siempre el Momento (2008), Chaw (2009), Agencia Cyrano (2010), Arquitectura 101 (2012), y Hombre del Ecuador (2012).

## Carrera

### 1998-2004: Convirtiéndose en actor
Uhm Tae-woong no había decididoque carrera universitaria continuar, así que inicialmente se incorporó al departamento de teatro de la universidad Kyungmin donde asistía regularmente su novia. A partir de entonces, Uhm forjó una amistad con quién luego sería su actual representante, y comenzó a considerar la actuación seriamente.
Uhm hizo su debut en 1998 a la edad de 24 años, y empezó interpretando roles secundarios (o de soporte) en películas, videos musicales y telenovelas.
Entre éstos estaba la taquillera película de 2003 "Silmido", en el cual interpretó a un miembro de una unidad de comando suicida entrenada para matar a Kim Il-sung en la década de 1960. Protagonizado por actores Sol Kyung-gu y Ahn Sung-ki, Silmido recaudo más de 10 millones de admisiones y Ahn animó a Uhm, diciendo que "[Uhm] se convertirá en un actor real." Uhm continuó yendo a las audiciones con relativamente poco éxito, en parte debido a la creciente fama de su hermana Uhm Jung-hwa.[cita requerida]
En 2004, Uhm interpretó a un hombre moribundo en el episodio "Cielos Azules de la Isla Jeju" de la aclamada serie "Ciudad del Drama", una interpretación bien recibida que le valió su primer trofeo a la actuación en los Premios Telenovela de la KBS.

### 2005: Estrellato
Su aumento de popularidad comenzó con la serie de comedia romántica Chica Encantadora: Choon-Hyang de 2005, una nueva versión del clásico cuento coreano Chunhyangjeon. En lugar de ser un malvado magistrado según la versión original del cuento, Uhm interpretó a un alto ejecutivo de una agencia de talentos que se obsesiona con la protagonista.
Pero fue con Resurrección más tarde ese año que cimentó las bases de su carrera. Originalmente había conseguido el rol de antagonista, pero después de que Park Yong-woo se retiró tres semanas antes de comenzar a filmar debido a conflictos relacionados con los horarios, el director Park Chan-hong asumió el riesgo y declaró a Uhm como el protagonista. Interpretando el rol de gemelos idénticos con caracteres opuestos, ambos inmersos en la búsqueda de venganza; fue ésta la primera actuación protagónica de Uhm en una serie de televisión. A pesar de los bajos índices de audiencia, Resurrección fue un éxito entre la crítica y obtuvo seguidores, además de una nota alabando a Uhm por ser "la clase de actor esperado de Sung Kang-ho y Choi Min-sik," a pesar de haber sido un actor joven poco conocido que había aparecido anteriormente en unos cuantos roles secundarios.
Su creciente base de fanes lo apodó "el UhmForce" (derivado de La Guerra de las Galaxias), y recibió un Premio a la Excelencia en 2005 y un nombramiento de Mejor Actor de televisión en 2006.

### 2006-2008: Continúan los roles protagónicos
En 2006, él y su co-protagonista en Resurrección Han Ji-min furón seleccionados juntos en "Wolf", pero debido a un accidente que hirió Han y a Eric Mun devinó en que la producción se mantuviera en paro y al cabo de la emisión de tan sólo tres episodios, fuera cancelada.
Uhm continuó en Más Extraño Que El Paraíso, en el que actuó como representante de una cantante, de la cual su hermano perdido también se enamora. Se unió al reparto de la aclamada película Lazos Familiares. Por ésta actuación, Uhm ganó en la categoría al Mejor Nuevo Actor en el Chunsa Film Art Awards.
En 2007, Uhm, reunido con el director de Resurrección, Park Chan-hong y el escritor Kim Ji-woo de El Diablo, el cual explora el conflicto entre el bien y el mal, el pecado y el castigo. Se consagró en otro memorable rol protagónico como un detective que sigue el rastro de un asesino serial mientras intenta expiarse respecto a eventos acontecidos en su pasado. Uhm también protagonizó en una serie romántica Mi Amor, en qué su carácter es un activista de Abrazos Gratis quién regresa a Corea tras seis años en el extranjero con esperanza de encontrar a su exnovia.
Finalmente ya no conocido como "el hermano menor de Uhm Jung-hwa", continuó en 2008 cimentando las bases de su carrera con una diversa filmografía. En Por siempre un Momento, Uhm interpretó a un exigente entrenador del Equipo Nacional de Balonmano Femenino (y recibió una nominación como Mejor Actor Secundario de los Premios al Cine Dragón Azul). En "Soleado", actuó como un soldado coreano recientemente casado conscripto durante la Guerra de Vietnam. Y en "Iri", como un taxista quien cuida de su hermana discapacitada mentalmente como secuela de la Explosión de la Estación Iri.

### 2009-2010: Índices de Audiencia y Éxitos de Taquilla
En 2009, Uhm interpretó a un representante de celebridades quién se encuentra acechado por un hombre desconocido y es conducido a los extremos en Handphone. Éste éxito estuvo seguido por la comedia negra Chaw, en el cual su rol es de un policía batallando con un mutante.
Uhm, luego, protagonizó al general Kim Yushin del reino de Silla, en el siglo VII en la novela histórica Queen Seondeok, por dicha interpretación recibió un Premio a la Excelencia en 2009 MBC Drama Awards.
La comedia romántica, Cyrano se consagró como la octava película coreana más exitosa comercialmente de 2010, y en ella, Uhm interpretó a un actor de teatro y "entrenador de citas" cuya exnovia pretende conquistar uno de sus clientes.
Mientras que, en Dr. Champ, su personaje, tras haber acabado con su carrera como jugador de hockey de hielo debido a una herida, se convierte en un deportólogo reminiscencia de la popular serie estadounidense Gregory House.

### 2011-2013: Reality Show
En 2011, Uhm se unió al reparto de 2 Days & 1 Night, un reality show en el cual viajan a través de Corea, presentando pueblos, ciudades y a sus habitantes. A través de él, los espectadores descubren la vida cotidiana y personalidad de Uhm detrás de la imagen en pantalla.
Entretanto, continuó con sus royectos de actuación. Actuó en 2 Days & 1 Night junto a su coestrella Joo Won en "S.I.U" como dos detectives que se unen en contra de la corrupción en sus respectivos rangos.
En 2012, Uhm actuó como parte de una pareja de enfermos terminales bastante peculiares en la película Never Ending Story, y como un arquitecto que construye la casa de su primer amor en Arquitectura 101, que resultó un éxito de taquilla rotundo, como el melodrama coreano de mayor recaudación de todos los tiempos).
Retornó a la TV en otra serie de venganza en Man Of Equator. Uhm recogió elogios por su actuación como hombre ciego, y recibió un Premio a la Excelencia del 2012 KBS Premios, así como una nominación de Mejor Actor de televisión del 2013 Baeksang Premios a las Artes.
En 2013, hizo una aparición como actor invitado en la serie de comedia y espionaje 7th Grade Civil Servant de Joo Won. Uhm luego se reunió con el director de Man Of Equator, Kim Yong-soo en el drama histórico The Blade and Petal situado en la época de Goguryeo. Uhm, interpretó en esta serie, al hijo ficticio de Yeon Gaesomun quien tiene un romance prohibido con la princesa cuyo padre, el rey, fue asesinado por Yeon en un golpe ["de estado"].
El actor Park Joong-hoon luego incluyó a Uhm en el rol protagónico en su debut -de Park- como director en "Top Star", como un representante cuyo sueño es convertirse en actor.
Más tarde el mismo año, Uhm renunció a 2 Days & 1 Night junto a otros colegas, tales como Lee Soo-geun, Sung Si kyung y Yoo Hae-jin

### 2014: Dramas de TV de Cable
A comienzos de 2014, Uhm actuó como un arrogante director de películas quien se enamora de una divorciada en Can We Love?, drama emitido por el canal jTBC. Esto fue seguido por Valid Love, coprotagonizado por Lee Si-young y Lee Su-hyeok emitido por tvN; en la cual su matrimonio es puesto a prueba tras el engaño amoroso de su esposa frente a lo cual como investigador marino se propone demostrar que su nuevo romance es "nulo".

### 2015: Regreso a la Variedad
En enero de 2015, Uhm junto a su hija Ji-on empezó a aparecer en El Regreso de Superman, un reality show en que los famosos cuidaban de sus hijos pequeños por 48 horas. Dejando el show en octubre de ese año.

## Vida personal
El padre de Uhm, Uhm Jin-ok, fue un profesor de música en escuelas públicas quien murió en un accidente automovilístico a pocos días de nacido Uhm. Tras su muerte, la familia (consistiendo ésta en su madre y tres hermanas mayores) enfrentaron dificultades financieras. Su hermana más grande, Uhm Jung-hwa entró al negocio del espectáculo como una cantante pop y lanzó su primer álbum en 1993, conocida desde entonces como la "Madonna de Corea"); iniciándose más tarde en la actuación.
El 4 de noviembre de 2012, en el episodio de 2 Días & 1 Noche, Uhm hizo el anuncio de sorpresa que esté comprometido a ballerina Yoon Hye-jin, y que están a la espera su primer niño. La hija de actor veterano Yoon Il-bong y sobrina de actor veterano Yoo Dong-geun, Yoon era un bailarín principal con la Corea Ballet Nacional antes de que mueva al Les Ballets de Monte Carlo. Estuvieron introducidos por Uhm hermana más vieja Uhm Jung-hwa. El par web el 9 de enero de 2013 en Conrad Hotel Seúl..